# Patinação artística nos Jogos Olímpicos de Inverno de 1936 - Individual masculino
A competição individual masculina da patinação artística nos Jogos Olímpicos de Inverno de 1936 foi disputado entre 25 patinadores.

## Medalhistas
| Ouro   | AUT Karl Schäfer |
| Prata  | GER Ernst Baier  |
| Bronze | AUT Felix Kaspar |

## Resultados
| #                 | Nome                   | PC | PL | Pos. | Pontos |
| ----------------- | ---------------------- | -- | -- | ---- | ------ |
| Medalha de ouro   | AUT Karl Schäfer       | 1  | 1  | 7    | 422.7  |
| Medalha de prata  | GER Ernst Baier        | 3  | 4  | 24   | 400.8  |
| Medalha de bronze | AUT Felix Kaspar       | 5  | 2  | 24   | 400.1  |
| 4                 | CAN Montgomery Wilson  | 4  | 5  | 30   | 394.5  |
| 5                 | GBR Graham Sharpe      | 2  | 6  | 34   | 394.1  |
| 6                 | GBR Jack Dunn          | 8  | 3  | 42   | 387.7  |
| 7                 | FIN Marcus Nikkanen    | 6  | 9  | 54   | 380.7  |
| 8                 | HUN Elemér Terták      | 9  | 8  | 56   | 379.0  |
| 9                 | HUN Dénes Pataky       | 7  | 11 | 60   | 374.8  |
| 10                | GBR Freddie Tomlins    | 11 | 10 | 77   | 364.2  |
| 11                | AUT Leopold Linhart    | 16 | 7  | 80   | 364.2  |
| 12                | USA Robin Lee          | 13 | 13 | 80   | 363.0  |
| 13                | USA Erle Reiter        | 12 | 17 | 95   | 352.9  |
| 14                | AUT Hellmut May        | 14 | 15 | 96   | 354.8  |
| 15                | JPN Toshiichi Katayama | 17 | 16 | 108  | 347.4  |
| 16                | GBR Geoffrey Yates     | 10 | 20 | 110  | 348.7  |
| 17                | SUI Lucian Büeler      | 15 | 21 | 119  | 343.6  |
| 18                | GER Günther Lorenz     | 19 | 12 | 119  | 343.5  |
| 19                | ROU Roman Turuşanco    | 21 | 14 | 128  | 337.8  |
| 20                | JPN Kazuyoshi Oimatsu  | 20 | 19 | 139  | 325.4  |
| 21                | JPN Zenjiro Watanabe   | 23 | 18 | 147  | 325.4  |
| 22                | USA George Hill        | 18 | 23 | 148  | 325.1  |
| 23                | JPN Tsugio Hasegawa    | 24 | 22 | 162  | 314.6  |
| 24                | TCH Jaroslav Sadílek   | 22 | 24 | 161  | 305.0  |
| 25                | LAT Verners Auls       | 25 | 25 | 175  | 222.6  |

Legenda
| Recorde mundial      | Recorde mundial (World record)               |                       | Recorde africano                      | Recorde africano (African) |                                           | Q | Classificado por posição (Qualified) |
| Recorde olímpico     | Recorde olímpico (Olympic record)            | Recorde da América    | Recorde da América (Americas)         | q                          | Classificado por melhor tempo (Qualified) |   |                                      |
| Melhor marca do ano  | Melhor marca do ano (World leading)          | Recorde asiático      | Recorde asiático (Asian)              | DNS                        | Não largou (Did not start)                |   |                                      |
| Recorde nacional     | Recorde nacional (National record)           | Recorde europeu       | Recorde europeu (European)            | DNF                        | Não terminou (Did not finish)             |   |                                      |
| Recorde pessoal      | Recorde pessoal do atleta (Personal best)    | Recorde da Oceania    | Recorde da Oceania (Oceania)          | DSQ / DQ                   | Desclassificado (Disqualified)            |   |                                      |
| Recorde da temporada | Recorde da temporada do atleta (Season best) | Recorde sul-americano | Recorde sul-americano (South America) | NM                         | Sem marca (No mark)                       |   |                                      |